# Lista de linhas ferroviárias em Portugal
Esta é uma lista completa das linhas ferroviárias que permitem o transporte de passageiros e mercadorias em Portugal. Inclui todas as linhas em operação pela Infraestruturas de Portugal, assim como, as linhas encerradas e as futuras a construir. inf. extraída de cada artigo — fontes q.v.
Para ver mais informações sobre as características da infraestruturas ferroviárias, observe OpenRailwayMap um mapa colaborativo neste Website.

## Lista das Linhas
| Nome                                                                        | Estado                    | Percurso                                       | Região                                | Extensão           | Eletrificação                                              | Bitola   | Abertura  |
| --------------------------------------------------------------------------- | ------------------------- | ---------------------------------------------- | ------------------------------------- | ------------------ | ---------------------------------------------------------- | -------- | --------- |
| Linha de Alta Velocidade Porto–Vigo                                         | A Construir               | Porto-Campanhã–Vigo-Urzáiz                     | Norte                                 | 97 Km              | 25 kV 50 Hz                                                | Ibérica  | ~2030     |
| Linha de Alta Velocidade Lisboa–Madrid                                      | A Construir               | Lisboa-Oriente–Madrid-Atocha                   | AM de Lisboa, Alentejo                | 207 Km             | 25 kV 50 Hz                                                | Ibérica  | ~2034     |
| Linha de Alta Velocidade Porto–Lisboa                                       | A Construir               | Porto-Campanhã–Lisboa-Oriente                  | Norte, Centro, AM de Lisboa           | 290 Km             | 25 kV 50 Hz                                                | Ibérica  | ~2029     |
| Ramal Internacional de Valença                                              | Em serviço                | Valença–Guilharei                              | Norte                                 | 4,3 Km             | 25 kV 50 Hz                                                | Ibérica  | 1868      |
| Linha do Minho                                                              | Em serviço                | Porto-São Bento–Valença (Fronteira)            | Norte                                 | 129,7 Km           | 25 kV 50 Hz                                                | Ibérica  | 1882      |
| Ramal de Monção                                                             | Encerrada em 1989         | Valença–Monção                                 | Norte                                 | 16,5 km            | –                                                          | Ibérica  | 1915      |
| Ramal de Viana-Doca                                                         | Encerrada em 1988         | Viana do Castelo–Porto de Viana                | Norte                                 | 2,3 km             | –                                                          | Ibérica  | 1924      |
| Ramal de Braga                                                              | Em serviço                | Nine–Braga                                     | Norte                                 | 15 km              | 25 kV 50 Hz                                                | Ibérica  | 1875      |
| Linha de Guimarães                                                          | Em serviço                | Lousado–Guimarães                              | Norte                                 | 30,1 Km            | 25 kV 50 Hz                                                | Ibérica  | 1884      |
| Linha de Guimarães-Fafe                                                     | Encerrada em 1986         | Guimarães–Fafe                                 | Norte                                 | 24,8 Km            | –                                                          | Estreita | 1907      |
| Linha do Vale do Sousa                                                      | A Construir               | Valongo–Felgueiras                             | Norte                                 | 36,7 Km            | 25 kV 50 Hz                                                | Ibérica  | após 2030 |
| Linha da Póvoa a Famalicão                                                  | Encerrada em 2001         | Póvoa de Varzim–Famalicão                      | Norte                                 | 29,2 km            | –                                                          | Estreita | 1875      |
| Ramal de Matosinhos                                                         | Encerrada em 1965         | Senhora da Hora–Estação Ferroviária de Leixões | Norte                                 | 6 km               | –                                                          | Estreita | 1884      |
| Ramal da Alfândega                                                          | Encerrada em 1989         | Porto-Campanhã–Porto-Alfândega                 | Norte                                 | 3,9 km             | –                                                          | Ibérica  | 1888      |
| Linha de Leixões                                                            | Em serviço                | Porto de Leixões–Contumil                      | Norte                                 | 18,7 km            | 25 kV 50 Hz                                                | Ibérica  | 1938      |
| Linha de Penafiel à Lixa e Entre-os-Rios                                    | Encerrada em 1929         | Penafiel–Entre-os-Rios–Lixa                    | Norte                                 | 45,9 km            | –                                                          | Ibérica  | 1912      |
| Linha internacional de Barca d'Alva-La Fregeneda a La Fuente de San Esteban | Encerrada em 1985         | Barca d'Alva–La Fuente de San Esteban-Boadilla | Douro, Salamanca                      | 77,5 km            | –                                                          | Ibérica  | 1887      |
| Linha do Douro                                                              | Em serviço                | Ermesinde–Barca d'Alva                         | Norte, Douro                          | 191 km             | 25 kV 50 Hz Ermesinde–Peso da Régua - Em estado de obra    | Ibérica  | 1875–1887 |
| Linha do Corgo                                                              | Encerrada em 2009         | Régua–Chaves                                   | Norte                                 | 96,1 km            | –                                                          | Estreita | 1906–1921 |
| Linha do Sabor                                                              | Encerrada em 1988         | Pocinho–Duas Igrejas-Miranda                   | Norte                                 | 105 km             | –                                                          | Estreita | 1911      |
| Linha do Tâmega                                                             | Encerrada em 2009         | Livração–Arco de Baúlhe                        | Norte                                 | 51,6 km            | –                                                          | Estreita | 1909–1949 |
| Linha do Tua                                                                | Encerrada em 1991         | Tua–Bragança                                   | Norte                                 | 134 km             | –                                                          | Estreita | 1887–1906 |
| Linha do Vouga                                                              | Em serviço                | Espinho-Vouga–Sernada do Vouga                 | Centro, Norte                         | 61 km              | Não Eletrificado                                           | Estreita | 1911      |
| Ramal de Aveiro                                                             | Em serviço                | Sernada do Vouga–Aveiro                        | Centro                                | 37,7 km            | Não Eletrificado                                           | Estreita | 1911      |
| Ramal do Porto de Aveiro                                                    | Em serviço                | Cacia–Porto de Aveiro                          | Centro                                | 9 km               | 25 kV 50 Hz                                                | Ibérica  | 2010      |
| Ramal de Aveiro-Mar                                                         | Encerrada                 | Aveiro–Canal do Cojo                           | Centro                                | 0,9 km             | –                                                          | Estreita | 1913      |
| Ramal do Canal de São Roque                                                 | Encerrada                 | Aveiro–Canal de São Roque                      | Centro                                | 2,4 km             | –                                                          | Ibérica  | 1913      |
| Ramal da Base Aérea da Maceda                                               | Encerrada em 2010         | Carvalheira-Maceda–Aeródromo Militar de Ovar   | Centro                                | 0,59 km            | –                                                          | Ibérica  | –         |
| Linha da Beira Alta                                                         | Em estado de modernização | Pampilhosa–Vilar Formoso (Fronteira)           | Centro                                | 202 km             | 25 kV 50 Hz                                                | Ibérica  | 1882      |
| Linha do Dão                                                                | Encerrada em 1989         | Santa Comba Dão–Viseu                          | Centro                                | 49,3 km            | –                                                          | Estreita | 1890      |
| Ramal de Alfarelos                                                          | Em serviço                | Alfarelos–Bifurcação de Lares                  | Centro                                | 16,5 km            | 25 kV 50 Hz                                                | Ibérica  | 1889      |
| Ramal da Lousã                                                              | Encerrada em 2010         | Coimbra-B–Serpins                              | Centro                                | 1,7 km             | –                                                          | Ibérica  | 1885–1930 |
| Ramal da Figueira da Foz                                                    | Encerrada em 2009         | Figueira da Foz–Pampilhosa                     | Centro                                | 50,4 km            | –                                                          | Ibérica  | 1882      |
| Ramal do Louriçal                                                           | Em serviço                | Louriçal–Celbi e The Navigator Company         | Centro                                | 8 km               | 25 kV 50 Hz                                                | Ibérica  | 1993      |
| Ramal de Tomar                                                              | Em serviço                | Lamarosa–Tomar                                 | Centro                                | 14,8 km            | 25 kV 50 Hz                                                | Ibérica  | 1928      |
| Linha da Beira Baixa                                                        | Em serviço                | Entroncamento–Guarda                           | Centro                                | 240,2 km           | 25 kV 50 Hz                                                | Ibérica  | 1891–1893 |
| Ramal do Pego                                                               | Em serviço                | Mouriscas-A–Central do Pego                    | Centro                                | 6,7 km             | 25 kV 50 Hz                                                | Ibérica  | 1992      |
| Ramal de Rio Maior                                                          | Encerrada em 1965         | Espadanal–Vale de Santarém                     | Centro                                | 30,4 km            | –                                                          | Ibérica  | 1945      |
| Linha do Norte                                                              | Em serviço                | Lisboa-Santa Apolónia–Porto-São Bento          | AM de Lisboa, Alentejo, Centro, Norte | 336 km             | 25 kV 50 Hz                                                | Ibérica  | 1856–1877 |
| Linha da Matinha                                                            | Em serviço                | Lisboa-Santa Apolónia–Cais da Matinha          | AM de Lisboa                          | 2,8 km             | 25 kV 50 Hz                                                | Ibérica  | –         |
| Ramal de Maceira-Liz                                                        | Em serviço                | Martingança–Maceira-Liz                        | Centro                                | 5 km               | Não Eletrificado                                           | Ibérica  | 1921      |
| Linha do Oeste                                                              | Em serviço                | Agualva-Cacém–Figueira da Foz                  | AM de Lisboa, Centro                  | 215,1 km           | 25 kV 50 Hz - Em estado de obra                            | Ibérica  | 1887–1888 |
| Linha de Sintra                                                             | Em serviço                | Lisboa-Rossio–Sintra                           | AM de Lisboa                          | 27,2 km            | 25 kV 50 Hz                                                | Ibérica  | 1887–1891 |
| Linha de Cintura                                                            | Em serviço                | Doca de Alcântara–Braço de Prata               | AM de Lisboa                          | 11,3 km            | 25 kV 50 Hz Alcântara-Terra–Braço de Prata                 | Ibérica  | 1888      |
| Linha de Cascais                                                            | Em serviço                | Cais do Sodré–Cascais                          | AM de Lisboa                          | 25,4 km            | 25 kV 50 Hz - Em estado de obra                            | Ibérica  | 1889      |
| Ramal do Estádio Nacional                                                   | Encerrada                 | Cruz Quebrada–Estádio Nacional                 | AM de Lisboa                          | 1,6 km             | 1500 V                                                     | Ibérica  | 1944      |
| Ramal do Montijo                                                            | Encerrada em 1989         | Pinhal Novo–Montijo                            | AM de Lisboa                          | 10,6 km            | –                                                          | Ibérica  | 1908      |
| Ramal do Seixal                                                             | Encerrada em 1969         | Barreiro-A–Seixal                              | AM de Lisboa                          | 4,4 km             | –                                                          | Ibérica  | 1923      |
| Ramal da Siderurgia Nacional                                                | Em serviço                | Coina–Siderurgia Nacional                      | AM de Lisboa                          | 3,7 km             | 25 kV 50 Hz                                                | Ibérica  | 2008      |
| Linha do Sado                                                               | Em serviço                | Barreiro–Praias do Sado A                      | AM de Lisboa                          | 32,4 Km            | 25 kV 50 Hz                                                | Ibérica  | 1914      |
| Linha do Alentejo                                                           | Em serviço                | Barreiro–Funcheira                             | AM de Lisboa, Alentejo                | 217,6 km           | 42% - 25 kV 50 Hz Barreiro–Casa Branca e Ourique–Funcheira | Ibérica  | 1857–1888 |
| Linha do Leste                                                              | Em serviço                | Abrantes–Elvas                                 | Centro, Alentejo                      | 146,2 km           | Não Eletrificado                                           | Ibérica  | 1863      |
| Nova Linha de Évora                                                         | Em construção             | Évora–Elvas                                    | Alentejo                              | 80 km              | 25 kV 50 Hz                                                | Ibérica  | 2025      |
| Linha de Évora                                                              | Em serviço                | Casa Branca–Évora                              | Alentejo                              | 26,2 Km de 85,1 km | 30% - 25 kV 50 Hz                                          | Ibérica  | 1863      |
| Linha de Évora                                                              | Encerrada em 2009         | Évora–Estremoz                                 | Alentejo                              | 26,2 Km de 85,1 km | 30% - 25 kV 50 Hz                                          | Ibérica  | 1863      |
| Ramal da Mina da Nogueirinha                                                | Encerrada                 | Casa Branca–Nogueirinha                        | Alentejo                              | 5,2 km             | –                                                          | Ibérica  | 1903      |
| Ramal de Portalegre                                                         | Encerrada em 1990         | Estremoz–Portalegre                            | Alentejo                              | 63,1 Km            | –                                                          | Ibérica  | 1925–1949 |
| Ramal de Vila Viçosa                                                        | Encerrada em 1990         | Estremoz–Vila Viçosa                           | Alentejo                              | 16 km              | –                                                          | Ibérica  | 1905      |
| Ramal de Reguengos                                                          | Encerrada em 1988         | Évora–Reguengos de Monsaraz                    | Alentejo                              | 40,6 km            | –                                                          | Ibérica  | 1927      |
| Ramal de Montemor                                                           | Encerrada em 1989         | Torre da Gadanha–Montemor-o-Novo               | Alentejo                              | 12,8 km            | –                                                          | Ibérica  | 1909      |
| Ramal de Mora                                                               | Encerrada em 1990         | Évora–Mora                                     | Alentejo                              | 60 km              | –                                                          | Ibérica  | 1907      |
| Ramal de Moura                                                              | Encerrada em 1990         | Beja–Moura                                     | Alentejo                              | 58,8 km            | –                                                          | Ibérica  | 1869–1902 |
| Linha de Sines                                                              | Em serviço                | Porto de Sines–Ermidas-Sado                    | Alentejo                              | 50,7 km            | 25 kV 50 Hz                                                | Ibérica  | 1927–1936 |
| Ramal de Sines                                                              | Encerrada                 | Ortiga–Sines                                   | Alentejo                              | 11,4 km            | –                                                          | Ibérica  | 1936      |
| Linha de Vendas Novas                                                       | Em serviço                | Setil–Vendas Novas                             | Alentejo                              | 69,6 km            | 25 kV 50 Hz                                                | Ibérica  | 1904      |
| Ramal de Aljustrel                                                          | Encerrada em 1993         | Castro Verde-Almodôvar–Minas de Aljustrel      | Alentejo                              | 11,6 km            | –                                                          | Ibérica  | 1929      |
| Ramal de Neves Corvo                                                        | Em serviço                | Ourique – Mina de Neves-Corvo                  | Alentejo                              | 30,8 km            | Não Eletrificado                                           | Ibérica  | 1992      |
| Ramal de Cáceres                                                            | Encerrada em 2012         | Torre das Vargens–Marvão-Beirã (Fronteira)     | Alentejo                              | 72,4 km            | –                                                          | Ibérica  | 1879      |
| Linha do Sul                                                                | Em serviço                | Campolide-A–Tunes                              | AM de Lisboa, Alentejo, Algarve       | 273,6 Km           | 25 kV 50 Hz                                                | Ibérica  | 1861–1912 |
| Linha do Algarve                                                            | Em serviço                | Lagos–Vila Real de Santo António               | Algarve                               | 139,5 km           | 25 kV 50 Hz - Em estado de obra                            | Ibérica  | 1889–1922 |